# Alle dieci del mattino
Alle dieci del mattino o Fino alla quarta generazione (Unto the Fourth Generation) è un racconto fantastico di Isaac Asimov pubblicato per la prima volta nel 1959 nel numero di aprile della rivista The Magazine of Fantasy and Science Fiction
Successivamente è stato incluso in varie antologie, tra cui Le migliori opere di fantascienza (The Best Science Fiction of Isaac Asimov) del 1986.
È stato pubblicato varie volte in italiano a partire dal 1964.

## Trama
Samuel Marten è un ansioso manager di ventitré anni che sta per incontrare un potenziale cliente. Quando Marten legge sulla fiancata di un camion Lewkowitz e Figli, Tessuti all'ingrosso, inconsciamente cambia il nome in Levkovich. Si chiede il perché, ma poi la cosa gli ricapita, rendendolo sempre più distratto. L'incontro d'affari gli va storto, dopodiché vaga per le vie di New York seguendo una successione di Lefkowitz, Lefkowicz e Levkowitz. Arriva infine a Central Park, dove un vecchio vestito fuori moda siede su di una panchina.
Il vecchio si chiama Phinehas Levkovich. Levkovich si trova nel suo letto di morte, decadi fa nella Russia zarista. Sua moglie e i suoi figli sono morti, sua figlia Leah è emigrate in America e lui è solo. Ha pregato di poter incontrare un discendente della linea di Leah e la sua preghiera è stata esaudita. Infatti Phinehas è il bis-bisnonno di Marten, che discende da Leah. L'incontro termina col vecchio che benedice il nipote e lo lascia per riunirsi con i suoi antenati.